# White Stars
White Stars byla česká skupina stylu country. Skupina vznikla v dubnu roku 1968 z podnětu banjisty Marko Čermáka a na jejím vzniku se podílel i Miroslav Hoffmann. Další členové byli Jarka Hadrabová, Václav Limberk, Tomáš Linka, Pavel Král a Jaroslav Jelen. Po odchodu Jarky Hadrabové a Jaroslava Jelena přišel do skupiny Ivan Mládek. V roce 1969 byla skupina pozvána společně s Greenhorns a Spirituál kvintetem k nahrávání alba Písně amerického Západu. Později skupina vydala singl Čekání na vlak/Vůz do Tennessee. Postupem času se ale zvětšoval problém, že Marko Čermák hrál současně ve dvou kapelách, v Greenhorns (kde byl jako zakládající člen už od roku 1965) a ve White Stars. Tím vznikala řada organizačních problémů. Nakonec se kapelník Greenhornů Honza Vyčítal rozhodnul zatrhnout Marko Čermákovi další hraní ve White Stars a přetáhnout do Greenhorns Mirka Hoffmanna a Tomáše Linku. Skupina White Stars proto zanikla 21. března 1970. V roce 2010 skupina nahrála spolu se Zelenáči album Písně Amerického Západu 2.

## Sestava skupiny
- Miroslav Hoffmann – zpěv
- Marko Čermák – pětistrunné banjo
- Pavel Král – kontrabas
- Tomáš Linka – foukací harmonika
- Ivan Mládek – mandolína
- Václav Limberk – kytara

## Hity a dochované nahrávky
- Jesse James (Jesse James) – zpěv Tomáš Linka a Mirek Hoffmann, LP Písně amerického Západu (1970)
- Čekání na vlak (Jimmie Rodgers: Waiting for a Train) – zpěv Mirek Hoffmann, LP Písně amerického Západu
- Vůz do Tennessee (Merle Haggard: The Legend of Bonnie & Clyde) – zpěv Mirek Hoffmann, LP Písně amerického Západu
- Toulám se (Flatt & Scruggs: Wait for the Sunshine) – nahrávka 1969, album Porta (1970)
- Jen si hrej – album Porta 1 [1967-1968] (1997)
- Lokálka * (Bringin' in the Georgia Mail) – album Porta 1

*) Stejnou melodii použili Bluegrass Hoppers (Fešáci) pro svou píseň Pražce